# Mooreodontus
Mooreodontus es un género extinto de tiburones que vivieron entre el Triásico.

## Descripción
La especie tipo de Mooreodontus, M. moorei, se describió originalmente en 1889 como una nueva especie de Diplodus, D. moorei, sobre la base de dientes del Carnian North Curry Sandstone Miembro del Mercia Mudstone Group en Somersetshire, Inglaterra. Estudios posteriores asignaron esta especie a Pleuracanthus (= Xenacanthus), pero Ginter et al. (2010) encontraron que las especies del Triásico generalmente asignadas a Xenacanthus constituyen un nuevo género, Mooreodontus. Además de M. moorei, se conocen otras dos especies de Mooreodontus, M. parvidens del Triásico Medio de Australia y M. indicus del Triásico Tardío de la India. Una especie adicional, M. jaini, fue descrita de la Formación Tiki de edad Carnian de la India por Bhat et al. (2018).